# Liga dos Povos Livres
A Liga dos Povos Livres (1815 – 1820), Liga Federal ou União dos Povos Livres, era uma confederação de províncias aliadas onde hoje é o oeste do Rio Grande do Sul, centro e norte da Argentina, metade do Paraguai, e o Uruguai, que foi criada após a queda do Vice-Reino Espanhol do Rio de la Plata. Foi liderado por José Gervasio Artigas, governador da Província Oriental (a maior parte da qual é hoje a República Oriental do Uruguai ), que assumiu o título de protetor dos povos livres.
A Liga era constituída pelas províncias de Córdoba, Corrientes, Entre Ríos, Província Oriental, Santa Fé, Misiones e, por um periodo, também fez parte da Liga dos Povos Livres as região das Missões Orientais do Rio Grande do Sul, ocupadas por Portugal em 1801. A região missioneira dos dois lados do Rio Uruguai estavam aglutinadas sob o comando de Andrés Guazurary (que muitos historiadores consideram possível ser um Guarani filho de Artigas). A Liga foi dissolvido após ser atacado pelos invasores do Reino Unido de Portugal, Brasil e Algarves e por forças espanholas do recém criado Províncias Unidas do Rio da Prata.

## Conceito
A Liga Federal foi criada, entre 1814 e 1815, no quadro das guerras civis entre partidários do Federalismo (Artigas desenvolveu uma ideia de federalismo adaptada à região) contra partidários do governo central de Buenos Aires. Tal liga, também chamada de União dos Povos Livres. A Liga Federal foi combatida pelo governo nacional centralista e unitário de Buenos Aires, que buscava padronizar o sistema de governo durante a guerra de independência.
Não haviam instituições de governo centrais, os lideres federais eram reunidos em torno do comando militar e o prestígio de Artigas, que era chamado de Protetor dos Povos Livres. Para tratar de suas relações com Buenos Aires em 29 de junho de 1815, Artigas reuniu-se com o Congresso do Oriente em Concepción del Uruguay, sobre o qual uma linha historiográfica tem conjecturado que nele foi feita uma declaração de independência nacional, o que não é confirmado por nenhum documento histórico.
Para medir a magnitude da Liga, lembre-se que naquelas datas — entre 1814 e 1820 — o território das Províncias Unidas do Río de la Plata, da qual a atual Argentina é uma continuidade histórica, tinha menos de quatorze províncias, das quais seis entraram para a Liga. A Liga Federal atingiu seu apogeu após a queda do diretor supremo Carlos María de Alvear em 1815.

## Histórico

### Inicio do Federalismo na região do Prata
O federalismo na região do Rio da Prata teve origem confusa. No final de 1810, Cornélio Saavedra procurou obter apoio do "Interior" e se opor aos morenistas "jacobinos" da cidade de Buenos Aires; por isso, contou com os representantes das cidades do interior para substituir a Primeira Junta de Governo pela Grande Junta, da qual logo depois expulsou os mais notórios morenistas. A reação centralista na capital levou à formação de vários governos efêmeros e depois ao chamado Diretório, um grupo unitário, centralista e elitista, cujos expoentes mais destacados foram Alvear e Pueyrredon.

Em resposta ao centralismo exclusivista que percebiam nos governos de Buenos Aires, surgiu nas cidades e no campo das províncias do interior o desejo de autogoverno, buscando que o governo central fosse um representante dos "povos", em vez de receber governos nomeados de dentro do capital sem participação local. O primeiro líder político do movimento foi o então Coronel José Artigas, líder popular e militar da Província Oriental, que propôs o sistema federal como modo de governo da nova nação no Congresso de abril de 1813, antecipando a organização da nação antes da terminou a guerra de independência da Espanha. No entanto, deixou claro que
Não é de forma alguma uma separação nacional.
O que o caudilho queria era integrar sua recém emancipada Província Oriental ao movimento revolucionário de Buenos Aires, que propunha a criação das Províncias Unidas do Río de la Plata. A Província Oriental enviou representantes à Assembléia Constituinte que deliberou em Buenos Aires, com instruções que refletiam as bases teóricas sobre as ideias de Artigas, resumidas em três pilares fundamentais: Independência, República e Federação.
No entanto, a assembléia não admitiu os deputados orientais, sob o pressuposto de que eles foram mal escolhidos de acordo com seu sistema eleitoral, que Artigas considerou inadequado. De fato, argumenta-se que essa rejeição teve motivos políticos: Buenos Aires via o federalismo como uma teoria discordante, enquanto Artigas o considerava, ao contrário, como garantia da unidade de uma nação. A rejeição de suas propostas e dos representantes da Província Oriental na Assembléia do Ano XIII levou à ruptura política com o governo central em janeiro de 1814, momento em que começaram as guerras civis argentinas.

## A Liga dos Povos Livres nasce
Em pouco tempo, Artigas controlava as províncias de Entre Ríos, Oriental e Corrientes; pouco depois, incorporou também Santa Fé e favoreceu uma revolução em Córdoba, província que se comportaria mais como aliada.
O sistema idealizado por Artigas propunha que a futura nação a ser concebida fosse composta por províncias autônomas, ligadas por acordos interprovinciais. Ou seja, um governo local competente em cada província, que cuidaria de seus assuntos internos, pois acreditava que este era o aspecto essencial para proteger a “ soberania particular dos povos ”. Cada província também deveria ter seu próprio exército, pois Artigas acreditava no "direito dos povos de manter e ter armas".
As "cidades livres" formaram o que começou a ser chamado de Liga Federal. Em teoria, Artigas não tinha poder sobre os governos autônomos das províncias, nem mesmo sobre os orientais, mas usava o título de "Protetor dos Povos Livres", e era responsável pelas relações exteriores e com o governo central, e pelo direção da guerra.
Enquanto isso, Artigas apoiou as massas camponesas que o seguiram com seu Regulamento Provisório para a Promoção da Campanha e Segurança de seus Latifundiários, de 1815, no qual foi autorizada a expropriação de terras aos "maus europeus e piores americanos", para posteriormente ser distribuído entre os pobres rurais que o seguiram, sob o lema de que "os mais infelizes serão os mais privilegiados". Além disso, defendeu a ideia da universalidade da educação sem distinção de classes sociais ou etnias, e até tentou criar reservas indígenas autônomas, governadas por seus habitantes.
O avanço do domínio federal foi combatido militarmente pelo Diretório; depois de sucessivos fracassos em suas tentativas de esmagar as autonomias provinciais, o general José de San Martín — que havia iniciado a libertação do Chile — recebeu a ordem de "esmagar as tropas federais e artiguistas com as tropas sob seu comando", San Martín desobedeceu ao governo central, completando a campanha do sul do Chile e iniciando a campanha que resultaria na independência do Peru e do Equador.

Do lado de Manuel Belgrano, esse general patriota ainda enfrentava diretamente os monarquistas, por isso sempre considerou o federalismo desastroso para a organização de seu exército, e tentou adiar a discussão sobre a forma de organização do Estado. No entanto, no final da década ele alertou que
"Há muito equívoco nos conceitos: não existe essa facilidade para acabar com esta guerra; se seus autores não querem acabar com ela, ela nunca vai acabar... O exército que eu comando não pode acabar com ela, é impossível. Seu único propósito deve ser por um acordo... ou veremos o país se transformar em puros selvagens..."

### A guerra contra os unitários e o Período da Anarquia
Em agosto de 1816, numerosas tropas luso-brasileiras invadiram a Banda Oriental, iniciando uma guerra contra Artigas e suas forças. Em 4 de janeiro de 1817, Montevidéu caiu em mãos portuguesas. Artigas foi sendo enfraquecido após acordos entre os centralistas de Buenos Aires, os luso-brasileiros e alguns ex-líderes menores do artiguismo. Assim, sua grande derrota na Batalha de Tacuarembo em 22 de janeiro de 1820 também significou a derrota de sua ala, mais radical, dentro do movimento Federalista.
Poucos dias depois, em 1.º de fevereiro de 1820, foi travada a Batalha de Cepeda, na qual os demais líderes federais (Estanislao López e Francisco Ramírez, de Santa Fé e Entre Ríos), derrotaram as forças unitárias de Buenos Aires, causando a dissolução do Diretório, do Congresso e o desaparecimento do poder a nível nacional, levando a um período em que diversas provincias foram obtendo e mantendo autogoverno local, semq qualquer centralização entre uma e outra, conhecido como o Período da Anarquia.

## Dissolução da Liga e exílio de Artigas
Pouco após Posteriormente os caudilhos vitoriosos assinaram junto com o governador de Buenos Aires o Tratado do Pilar. Artigas havia imposto como condição prévia a qualquer compromisso a obrigação de Buenos Aires declarar guerra a Portugal para libertar a Banda Oriental, ocupada desde 1816. No entanto, López e Ramírez não atenderam ao pedido de Artigas e desconsideraram sua autoridade, uma vez que consideraram mais urgente a reorganização de suas províncias e abandonar por enquanto a guerra contra os luso-brasileiros. Artigas considerou isso uma traição à causa dos Povos Livres e o levou a uma breve guerra contra Ramírez, na qual acabou derrotado. Foi para o exílio no Paraguai e não voltou a participar da vida política.
Desta forma, com a Província Oriental ocupada pelos luso-brasileiros, e as províncias de Santa Fé e Entre Ríos desrespeitando a autoridade de Artigas, a Liga dos Povos Livres foi dissolvida, embora estas duas últimas províncias continuassem sendo federais.

Na sequência de um acordo para derrotar Artigas Artigas ficou desprovido de reforços e foi derrotado na Batalha de Tacuarembó em 1820 pelos luso-brasileiros, que mais tarde ocuparam toda a Província Oriental. O poder de Artigas diminuiu antes da ascensão de seus subordinados Francisco Ramírez e Estanislao López, que derrubaram o Diretório depois de triunfar na Batalha de Cepeda e depois se voltaram contra Artigas.
Ao final da Guerra da Cisplatina, a Província Oriental tornou-se um estado-tampão independente em 1828, enquanto o sistema federal foi imposto nominalmente às demais províncias da Argentina a partir do Pacto Federal de 1831 e da posterior criação da Confederação Argentina em 1835 sob a liderança de Juan Manuel de Rosas.

### O Pacto Federal
Depois que a Província Oriental foi ocupada pelos luso-brasileiros e depois pelos brasileiros, dando origem à Guerra do Brasil, o sistema de equilíbrio mudou. Após a guerra, e após a independência da Província Oriental em 1828, a Província de Buenos Aires adotou um federalismo singular, propiciando em 1831 o Pacto Federal com as províncias de Entre Ríos e Santa Fé. Posteriormente, a província de Corrientes aderiu ao pacto. Entre 1831 e 1832 estavam ocorrendo as adesões das demais províncias. Em 1835 o Pacto Federal foi transformado na Confederação Argentina.

## Ver Também
- Guerra contra Artigas